# Erantis (slægt)
Slægten Erantis (Eranthis) har otte arter, som er udbredt fra Europa over Mellemøsten og Himalaya til Japan. I Danmark kendes dog kun én art, den nedennævnte:
| Arter |

- Have-Erantis (Eranthis hyemalis)